# Niphetogryllacris
Niphetogryllacris is een geslacht van rechtvleugeligen uit de familie Gryllacrididae. De wetenschappelijke naam van dit geslacht werd voor het eerst geldig gepubliceerd in 1937 door Heinrich Hugo Karny.

## Soorten
Het geslacht Niphetogryllacris omvat de volgende soorten:
- Niphetogryllacris aberrans Willemse, 1953
- Niphetogryllacris adelungi Griffini, 1911
- Niphetogryllacris ametroides Karny, 1931
- Niphetogryllacris annandalei Griffini, 1914
- Niphetogryllacris atriceps Brunner von Wattenwyl, 1888
- Niphetogryllacris barkudensis Chopard, 1924
- Niphetogryllacris beybienkoi Karny, 1937
- Niphetogryllacris brevipennis Chopard, 1958
- Niphetogryllacris conspersa Brunner von Wattenwyl, 1888
- Niphetogryllacris difficilis Karny, 1932
- Niphetogryllacris dravida Karny, 1929
- Niphetogryllacris eximia Karsch, 1891
- Niphetogryllacris finoti Karny, 1932
- Niphetogryllacris fryeri Bolívar, 1912
- Niphetogryllacris genufusca Karsch, 1891
- Niphetogryllacris gravelyi Griffini, 1914
- Niphetogryllacris grylloides Karny, 1935
- Niphetogryllacris humilis Griffini, 1911
- Niphetogryllacris indecisa Griffini, 1908
- Niphetogryllacris jacobii Karny, 1928
- Niphetogryllacris kilimandjarica Sjöstedt, 1910
- Niphetogryllacris lemur Griffini, 1909
- Niphetogryllacris maculigeminata Karny, 1937
- Niphetogryllacris madagassa Karny, 1931
- Niphetogryllacris marianae Vickery & Kevan, 1999
- Niphetogryllacris mauritiana Griffini, 1909
- Niphetogryllacris meruensis Sjöstedt, 1910
- Niphetogryllacris neglecta Karny, 1937
- Niphetogryllacris niveiformis Karny, 1937
- Niphetogryllacris occipitalis Karny, 1932
- Niphetogryllacris pauliani Chopard, 1952
- Niphetogryllacris pittarellii Giglio-Tos, 1907
- Niphetogryllacris pungens Griffini, 1911
- Niphetogryllacris reunionis Karny, 1932
- Niphetogryllacris roseivertex Karny, 1937
- Niphetogryllacris scurra Karny, 1932
- Niphetogryllacris signoreti Griffini, 1908
- Niphetogryllacris stigmata Brunner von Wattenwyl, 1888
- Niphetogryllacris submutica Brunner von Wattenwyl, 1888
- Niphetogryllacris succinea Bolívar, 1900
- Niphetogryllacris testaceus Chopard, 1954
- Niphetogryllacris tolensis Vickery & Kevan, 1999
- Niphetogryllacris triocellata Karny, 1932
- Niphetogryllacris vosseleri Griffini, 1908